# The Sin of Olga Brandt
The Sin of Olga Brandt è un cortometraggio muto del 1915 diretto da Joseph De Grasse.

## Produzione
Il film fu prodotto dalla Rex Motion Picture Company.

## Distribuzione
Distribuito dall'Universal Film Manufacturing Company, il film- un cortometraggio in due bobine - uscì nelle sale cinematografiche USA il 3 gennaio 1915.